# Andrijiwka (Kramatorsk, Andrijiwka)
Andrijiwka (ukrainisch Андріївка; russisch Андреевка Andrejewka) ist ein Dorf im Norden der ukrainischen Oblast Donezk mit 851 Einwohnern (Stand: 2017). Das um 1850 gegründete Dorf ist das administrative Zentrum der gleichnamigen Landgemeinde im Südwesten des Rajon Slowjansk.

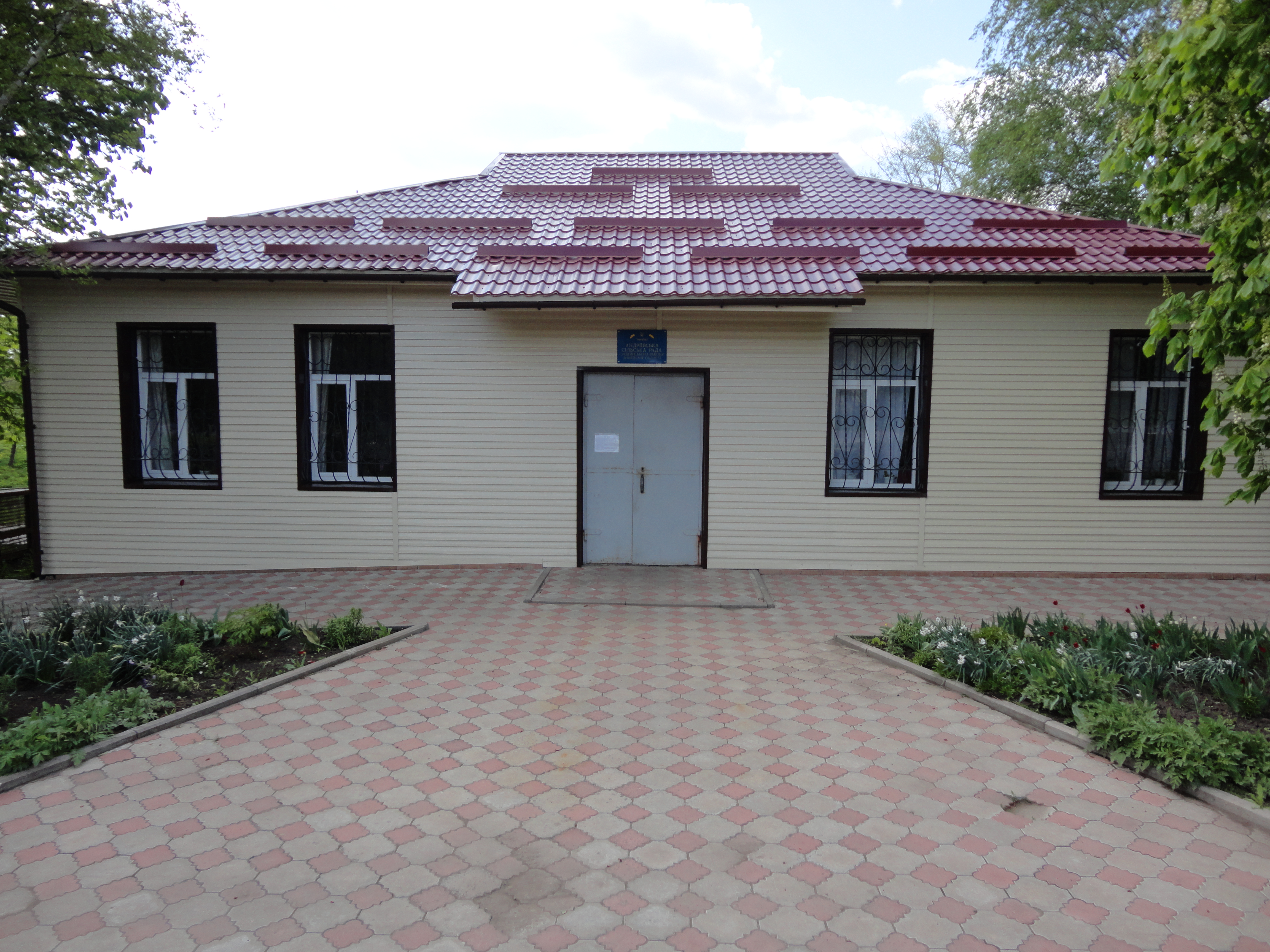
Haus der Gemeindeverwaltung

## Verwaltungsgliederung
Am 19. Juli 2017 wurde das Dorf zum Zentrum der neugegründeten Landgemeinde Andrijiwka (Андріївська сільська громада/Andrijiwska silska hromada). Zu dieser zählten auch die 4 in der untenstehenden Tabelle aufgelisteten Dörfer, bis dahin bildete es zusammen mit den Dörfern Nowoandrijiwka und Warwariwka die gleichnamige Landratsgemeinde Andrijiwka (Андріївська сільська рада/Andrijiwska silska rada) im Südwesten des Rajons Slowjansk.
Am 17. Juli 2020 wurde der Ort ein Teil des Rajons Kramatorsk.
Folgende Orte sind neben dem Hauptort Tscherkaske Teil der Gemeinde:
| Name                     | Name          | Name                           |
| ukrainisch transkribiert | ukrainisch    | russisch                       |
| ------------------------ | ------------- | ------------------------------ |
| Nowoandrijiwka           | Новоандріївка | Новоандреевка (Nowoandrejewka) |
| Rohanske                 | Роганське     | Роганское (Roganskoje)         |
| Serhijiwka               | Сергіївка     | Сергеевка (Sergejewka)         |
| Warwariwka               | Варварівка    | Варваровка (Warwarowka)        |